# Shir Hatzafon
Shir Hatzafon – Progressiv Jødedom i Danmark er en af tre statsgodkendte jødiske menigheder i Danmark med base i København.
Menigheden er tilknyttet World Union for Progressive Judaism, som i andre lande er kendt under betegnelser som liberal eller reform jødedom.

## Navnet
Navnet Shir Hatzafon er hebraisk og betyder Nordens Sang, hvilket henviser til den vigtige rolle som sang og musik spiller i menighedens gudstjenester.

## Historie
Menigheden blev dannet i år 2000 på fundamentet af foreningen Progressivt Jødisk Forum. I 2006 blev Shir Hatzafon godkendt af Kirkeministeriet med deraf følgende rettigheder. Menigheden har under sin eksistens haft forskellige tilholdssteder i København, og lejer sig ind i en bygning på Østerbro til gudstjenester og møder.

## Inkluderende medlemsskare
Medlemmerne af Shir Hatzafon tæller indvandrede jøder fra lande med etablerede reform, liberal, rekonstruktionistisk eller konservative menigheder såvel som danske jøder, der ønsker at kombinere den jødiske tradition med en moderne hverdag. Shir Hatzafon er åben for familier med flerreligiøs baggrund og anerkender børn af jødiske fædre, under forudsætning at barnet får en opvækst i jødiske rammer. Menigheden byder også aktivt LGBT-medlemmer velkommen.

## Rabbiner
Siden 2006 var rabbiner Tirzah Ben-David fra Israel fast tilknyttet som menighedens rabbiner. Rabbiner Tirzah Ben-David, som gæstede København seks til syv gange årligt, havde det overordnede tilsyn med menighedens Bat og Bat Mitzvah-undervisning samt konverteringer indtil c. 2020.
Desuden var rabbiner Sandra Kviat, den første danske, kvindelige rabbiner, tilknyttet menigheden med både undervisning og gudstjenester.